# Wolfgang Grabow
Wolfgang Grabow (* 2. September 1942 in Berlin) ist ein deutscher Theaterschauspieler und Regisseur.

## Leben
Aufgewachsen in Ost-Berlin, arbeitete Wolfgang Grabow nach der Mittleren Reife und einer Ausbildung zum Feinmechaniker in seinem erlernten Beruf, bis er 1961 in den Westteil Deutschlands floh. Zwar arbeitete er zunächst weiter als Feinmechaniker, nahm aber nebenbei privaten Schauspielunterricht und trat in kleineren Rollen an der Komödie Basel auf. Von 1968 bis 1970 studierte er an der Hochschule für Musik und Theater Zürich und schloss mit Diplom ab. Nach Engagements an Theatern in St. Gallen, Biel/Solothurn, Münster, Bern, Osnabrück und Kiel arbeitet er heute als freischaffender Schauspieler und Regisseur. Wolfgang Grabow lebt in Solothurn und München.
Im Jahr 2005 mimte Wolfgang Grabow in zwei Kinowerbespots der Tageszeitung taz einen Kioskverkäufer, der einem überzeichnet unterschichtig gekleideten Stammkunden die gewohnte Bild-Zeitung zunächst vorenthält und ihm stattdessen eine taz-Ausgabe zuschiebt. Kurz darauf erhält der Kunde doch seine Bild-Zeitung und beide beginnen laut zu lachen. Es folgt der Slogan taz ist nicht für jeden. Der Axel Springer Verlag ließ die Vorführung per einstweiliger Verfügung verbieten; dennoch wurden beide Kinospots; 2006 mit einem First Steps Award ausgezeichnet.

## Theaterrollen (Auswahl)
- Willy Loman in Tod eines Handlungsreisenden von Arthur Miller
- George in Wer hat Angst vor Virginia Woolf? von Edward Albee
- Alfred Ill in Der Besuch der alten Dame von Friedrich Dürrenmatt
- Edgar in Play Strindberg von Friedrich Dürrenmatt

## Filmografie
- 1981: Das Boot ist voll – Regie: Markus Imhoof (mit Tina Engel, Hans Diehl, Martin Walz)
- 2004: Der Ranger – Regie: Michael Steinke (mit Daniel Morgenroth, Sonsee Neu, Renate Schroeter)
- 2006: Der Sandmann (Kurzfilm) – Regie: Sebastian Beele (mit Marek Erhardt)
- 2007: Christina (Kurzfilm) – Regie: Benedikt Maria Kramer (mit Stephanie Gossger, Michael A. Grimm, Christel Peschke)